# Petra Robnik
Petra Robnik (Jesenice, 16 ottobre 1984) è un'ex sciatrice alpina slovena.

## Biografia
Originaria di Blejska Dobrava di Jesenice e attiva in gare FIS dal dicembre del 1999, la Robnik esordì in Coppa Europa il 13 febbraio 2003 a Maribor in supergigante (59ª) e in Coppa del Mondo il 25 gennaio 2004 nella medesima località in slalom speciale, senza completare la prova; il 4 febbraio 2005 ottenne il miglior piazzamento in Coppa Europa, a Sarentino in supergigante (5ª).
Ai XX Giochi olimpici invernali di Torino 2006, sua unica presenza olimpica, si classificò 25ª nella discesa libera, 29ª nel supergigante e 21ª nella combinata. L'anno dopo ai Mondiali di Åre 2007, sua unica presenza iridata, si piazzò 30ª nella discesa libera, 27ª nel supergigante, 31ª nello slalom speciale e 11ª nella supercombinata; sempre nel 2007 ottenne il miglior piazzamento in Coppa del Mondo, il 2 marzo a Tarvisio in supercombinata (8ª).
Prese per l'ultima volta il via in Coppa del Mondo il 18 dicembre 2009 a Val-d'Isère in supercombinata (37ª) e si ritirò al termine della stagione 2010-2011; la sua ultima gara fu uno slalom speciale FIS disputato il 16 marzo a Mokra Gora e chiuso dalla Robnik al 2º posto.

## Palmarès

### Coppa del Mondo
- Miglior piazzamento in classifica generale: 82ª nel 2008

### Coppa Europa
- Miglior piazzamento in classifica generale: 50ª nel 2005

### Campionati sloveni
- 11 medaglie:
  - 4 ori (discesa libera, slalom speciale nel 2006; discesa libera, slalom speciale nel 2009)
  - 3 argenti (discesa libera nel 2003; discesa libera nel 2008; supercombinata nel 2009)
  - 4 bronzi (discesa libera nel 2004; discesa libera, supergigante, slalom speciale nel 2005)